# Villanueva Saravia
Villanueva Saravia Pinto (Melo, 16 de septiembre de 1964 - 12 de agosto de 1998) fue un político uruguayo perteneciente al Partido Nacional.

## Biografía
Hijo del productor rural Diego Saravia Saravia y de la maestra Luz del Carmen Pinto Giordano. Un hecho que marcaría su vida fue el suicidio de su madre cuando tenía apenas 11 años. Vivió con sus abuelos maternos, por quienes profesaría siempre un gran cariño. Cursó algunos años en el liceo militar de Minas, y después visitó la Facultad de Derecho, abandonando luego los estudios.
Tataranieto del caudillo blanco Aparicio Saravia y bisnieto de Villanueva Saravia, "Villa" (así lo conocían los amigos) devolvió al apellido Saravia a los titulares; en efecto, tuvo una carrera política tan breve como notoria. Con el retorno de la democracia en 1984, inició su militancia en filas blancas; trabajó junto al entonces intendente de Cerro Largo Juan José Burgos, acompañando la fórmula presidencial de Juan Carlos Payssé y Cristina Maeso. En las elecciones de 1989 se alineó con Luis Alberto Lacalle en las listas de Gonzalo Aguirre, y por muy pocos votos no salió electo diputado por Cerro Largo. Sin embargo, su votación le valió ser nombrado vicepresidente de OSE, con tan sólo 26 años. Desde este cargo realizó numerosas obras en su departamento natal.
Así, en las elecciones de 1994 se postula a Intendente Municipal de Cerro Largo, cargo que conquista, derrotando a sus compañeros Jorge Silveira Zavala y Jorge Coronel Nieto, exdiputados de su departamento.
Se casó en dos ocasiones. Del primer matrimonio con Rosario Delgado, tuvo una hija, María Victoria. Posteriormente nació una hija natural, Lucía Belén. Casado en segundas nupcias con Verónica Bejérez, días después de fallecer nació su tercera hija, María Cándida.

### Muerte
El 12 de agosto de 1998, a punto de adherir a la precandidatura presidencial de Alberto Volonté, Saravia es encontrado muerto de un disparo en la cabeza, en un confuso episodio que la justicia catalogó finalmente como suicidio, aunque muchos hablaron de asesinato. Volonté realizaría polémicas declaraciones en su entierro, al adherir a esta tesis e insinuar que Luis Alberto Lacalle, con quien Saravia estuvo fuertemente enfrentado, podría estar implicado en su muerte. Las presuntas declaraciones que Volonté realizara a un grupo de dirigentes nacionalistas ("Este muerto lo cargo sobre los hombros de Lacalle"), desencadenan que su sector, Manos a la Obra, sufriera la escisión del subgrupo Propuesta Nacional, liderado por Álvaro Ramos.

## Homenajes y legado
En julio de 2000, se le designa una calle y una plazoleta en su nombre.
En 1999, Antonio Larreta escribió un libro sobre su vida y muerte: A todo trapo. A propósito de Villanueva Saravia.